# 點斑隆背鰩
點斑隆背鰩（學名：Notoraja sticta），為軟骨魚綱鰩目單鰭鰩科隆背鰩屬的一種，分布於東印度洋大澳洲灣海域，深度820至1200公尺，本魚體盤寬度為體長55.2–62.5%，眶前吻長為體長12.7–15%，上顎前長度體長12.5–15％，尾長為體長54.9–58.2%，背面多無真皮小齒，尾部背外側有兩排不規則的刺，尾部後半部有另外一排中間的刺，其餘部分裸露，上顎齒列34-44列，下顎齒列32-41列，背部有不同程度的藍灰色斑點，體長可達62.7公分，棲息在大陸坡海域，為深海底棲性魚類，屬肉食性，卵生, 生活習性不明。